# NGC 5188
NGC 5188 ist eine Balkenspiralgalaxie vom Hubble-Typ SBbc/P im Sternbild Zentaur und etwa 102 Millionen Lichtjahre von der Milchstraße entfernt.
Sie wurde am 1. Mai 1834 von John Herschel mit einem 18-Zoll-Spiegelteleskop entdeckt, der bei zwei Beobachtungen „faint, pretty large, round, gradually little brighter in the middle; 45 arcseconds“ und „faint, pretty large, slightly elongated, very gradually little brighter in the middle; 50 arcseconds“ notierte.